# Nijmegen van A tot Z

## A
- Albertinum - Amfitheater van Nijmegen - Antonius van Paduakerk - NSHC Apeliotes - Atletiek Nijmegen - Auto Palace

## B
- Barbarossa-ruïne - Begraafplaats Daalseweg - Belvédère - Beleg van Nijmegen (1591) - Benedenstad - Benzinestation Auto Palace - Berchmanianum - Bibliotheek Nijmegen - Bioscoop Carolus - Bisschop Hamerhuis - Bombardement op Nijmegen (twee gebeurtenissen) - Boterwaag

## C
- Canisius College - Canisius College (internaat) - Canisius-Wilhelmina Ziekenhuis - Carolus Magnus (Nijmeegs Studenten Corps) - Collegium Musicum Carolinum - Concertgebouw de Vereeniging

## D
- De-Affaire - De Donjon - De Oversteek - Devils Nijmegen - Dominicus College - Dominicuskerk - Doornroosje - DVOL - Dukenburg

## E
- Elektriciteitscentrale Gelderland - Erasmusgebouw - Ex Tempore (tijdschrift)

## F
- Fietsmuseum Velorama - FiftyTwoDegrees

## G
- Gelderse Poort (natuurgebied) - Geschiedenis van Nijmegen - Gewoon Nijmegen - Godenpijler - Goffertpark - Go Short International Short Film Festival Nijmegen - Goffertstadion McDos - Goudsmitpaviljoen - Graodus fan Nimwegen - Groenestraatkerk - Groenewoud, Scholengemeenschap - De Grote Broek - Grote of Sint-Stevenskerk - Grote Markt - GTV De Hazenkamp - Gymnasion - Gymnasium Nijmegen

## H
- De Hazenkamp, GTV - De Hazenkamp, KV - Heilig Land Stichting - Hendrik Heucksteiger - Hogeschool van Arnhem en Nijmegen - Heyendaal, NSVV - Hollandsch-Duitsch gemaal - Hoogeveldt - Huis Hatert - Hunnerberg - Huygensgebouw

## K
- Kandinsky College - Katholieke Universiteit Nijmegen - Knotsenburg - Kolpinghuis - Kopse Hof - Kops Plateau - Kronenburgerpark - Kruittoren - Kunde, NSVV FC - KV De Hazenkamp

## L
- Latijnse School - Letterlik - Lutherse Kerk - Lux

## M
- Marikenloop - Matrixx Magixx - McDos Goffertstadion - Molenpoort - Molenstraatkerk - Montessori College Nijmegen - Museum Het Valkhof - Museumpark Orientalis - MuZIEum - Music Meeting

## N
- Nationaal Fietsmuseum Velorama - Natuurmuseum Nijmegen - N.E.C. - Nijmeegs - Nijmeegs Studenten Corps Carolus Magnus - Nijmeegs Studentenkoor Alphons Diepenbrock - Nijmeegs Studentenorkest - Nijmeegs Volkenkundig Museum - Nijmeegse Boys, RKVV - Nijmeegse Scholengemeenschap Groenewoud - Nijmeegse Vierdaagse - Nijmegen - Nijmegen1 Radio & TV - Nijmegen Atletiek - Nijmegen Devils - Nijmegen Global Athletics - NMHC Nijmegen - Noviomagus (Godenpijler) - NSHC Apeliotes - N.S.R.V. Phocas - N.S.V.V. Heyendaal - NSVV FC Kunde

## O
- O'42 - Onbederf'lijk Vers - Op Ruwe Planken - Oranjepop

## P
- Parochie van de Heilige Geest - Peemankeetje - Petruskerk - Phocas, N.S.R.V. - Poels-Roncalli

## Q
- QHarmony - Quack-monument - Quick 1888 - Quick Nijmegen - QZ, hockeyclub

## R
- Radboud Universiteit - RKHV Union - RKVV Nijmeegse Boys - Rockin' Park - Roos van Nijmegen

## S
- Schaakclub, SMB - SC PGEM - Sint Annamolen - Sint Jozefkerk - Sint Maartenskliniek - Sint-Nicolaaskapel - Sint Radboud ziekenhuis - SkunK - Snelbinderbrug - Stadsbrug - Stadscentrum - Stadspartij Nijmegen Nu - Station Nijmegen - Sterrenbosch - Stichting Studenten Huisvesting Nijmegen - De Stiel

## T
- Teersdijk - Titus Brandsma Gedachteniskerk - Tolhuis (Nijmegen) - Triavium

## U
- Ulpia Noviomagus Batavorum - Union, RKHV - Universitair Medisch Centrum Sint Radboud - Universiteitshuis

## V
- Valkhof - Valkhof (museum) - Valkhofkapel - Vierdaagsefeesten - VoCASA - Vossenveld - Vrede van Nijmegen

## W
- Waaggebouw - Waal - Waalbrug - Waalfront - Waalsprong - Watertoren - Wilhelminaziekenhuis (Nijmegen) - Wintertuin (productiehuis) - De Witte Molen